# Муховиков Антон Володимирович
Антон Володимирович Муховиков (нар. 20 червня 1984, Дніпропетровськ, УРСР) — український футболіст, півзахисник.

## Життєпис
Вихованець дніпропетровських клубів «Дніпро-75», «Дніпро» та ДЮСШ-12. Розпочав кар'єру 25 квітня 2002 року в складі «Борисфена-2», за який зіграв один матч, в якому забив м'яч херсонському «Кристалу». Наступним клубом стало «Динамо-3», в складі якого він відіграв 11 матчів. 18 червня 2003 року в складі «Поділля» з Хмельницького дебютував у Першій лізі. Наступним клубом став молдовський «Ністру» (Атаки), в складі якого 19 липня 2007 року дебютував в єврокубках.
На початку 2008 року перейшов в алчевську «Сталь», в якій в сезоні 2009/10 років став найкращим бомбардиром команди.
Підписавши контракт на один рік з сімферопольською «Таврією», наступний сезон провів у Прем'єр-лізі України, в якій він зіграв лише 4 матчі.
У 2011 році перейшов у «Закарпаття». 25 березня 2011 року вийшовши на заміну після перерви, в матчі проти «Арсеналу» з Білої Церкви, дебютував за новий клуб. Влітку 2011 року перейшов у ПФК «Олександрію». 22 листопада 2011 року дебютував за «Олександрію», вийшовши на заміну в матчі проти «Зорі» з Луганська. Всього за «Олександрію» зіграв 5 матчів у Прем'єр-лізі України, але незабаром повернувся в «Закарпаття».
1 серпня 2012 року перейшов у «Титан» з Армянська, за який зіграв два сезони. За новий клуб дебютував 4 серпня 2012 року в матчі проти київської «Оболоні».
У 2014 році перейшов у «Суми», в складі яких дебютував 29 березня 2014 року, в матчі проти алчевської «Сталі». 27 квітня 2014 року забив свій перший м'яч за новий клуб у ворота кіровоградської «Зірки».
У 2015 році прибув на перегляд у криворізький «Гірник».
Влітку 2015 року уклав контракт з МФК «Миколаїв». 26 червня 2015 року, дебютував за новий клуб, вийшовши на заміну в матчі проти «Авангарду» з Краматорська.
В середині березня 2017 року повернувся до ПФК «Сум». У липні того ж року продовжив угоду з «городянами», проте вже наприкінці листопада 2017 року клуб розірвав контракт з Антоном

## Досягнення
- Перша ліга чемпіонату України
  -  Чемпіон (1): 2012
  -  Бронзовий призер (1): 2010